# Serio Oriento-Okcidento
Serio Oriento-Okcidento (Serie Ost-West in Esperanto) ist eine von der UEA initiierte redaktionelle Serie, deren Ziele zum "UNESCO-Programm für das Studium und die gegenseitige Wertschätzung der Kulturen beitragen. In der Serie werden besonders wichtige und repräsentative Werke der Literatur der verschiedenen Länder von Ost und West in Esperanto-Übersetzung herausgegeben. Verschiedene Verlage haben allmählich zu der Serio beigetragen, und jeder hat ein oder mehrere Werke nach eigenem Ermessen veröffentlicht, nach seinen Fähigkeiten und seiner finanziellen Verantwortung. Der Vorstand ("Estraro") der UEA genehmigt das Buch für die Serio nach dem Vorschlag des Herausgebers, UEA aber entsteht keine finanzielle Verbindlichkeit. 

## Technische Anforderungen
- Umfang: Normalerweise haben alle Arbeiten von Serio mindestens hundert Druckseiten.
- Sprache: Die Sprachqualität der Übersetzung muss gewährleistet sein.
- Einführung: Jeder Band soll eine kurze Erklärung der Ziele der Serio enthalten. Diese Erklärung kann auch als Vorwort des Vorsitzenden der UEA oder einer anderen zu diesem Zweck vom Ausschuss benannten Person erscheinen.
- Technische Details: Das Format, Layout, Schrift sollte so weit wie möglich denen der bereits in der Serio veröffentlichten Bänden ähneln, Größe 21 × 15 cm, gedruckt Bereich 162 × 100 mm, 9 Zeichen – oder 10-Punkte.
- Auf dem Cover Seiten sollen die Worte "Serio Oriento-Okcidento N-ro # Sub Aŭspicio der UEA en Operaciaj Rilatoj kun Unesko." (Serie Ost-West, No # Unter der Schirmherrschaft der UEA in beratenden Beziehungen mit der UNESCO) erscheinen. Der Generaldirektor der UEA gibt die Seriennummer an.
- Auflage: Die Auflage muss im Einvernehmen mit dem Generaldirektor der UEA entschieden werden.
- Ein Teil der Auflage soll gebunden (oder fest geheftet) werden.
- Der Verlag wird nach der Veröffentlichung an die Zentrale der UEA 5 gebundene Exemplare für Hodler-Bibliothek senden, für Zwecke der Repräsentation (einschließlich : UNESCO-Bibliothek).

## Glieder derSerio
| N. | Titel (eo)                                            | Titel (de)                                        | Originaltitel                                               | Autor                              | Originalsprache | Übersetzer | Ausgabeort(e)                        | Verlag                                                  | Jahr | Seiten    | ISBN               | Neuauflage                                               |
| -- | ----------------------------------------------------- | ------------------------------------------------- | ----------------------------------------------------------- | ---------------------------------- | --------------- | --- | ------------------------------------ | ------------------------------------------------------- | ---- | --------- | ------------------ | -------------------------------------------------------- |
| 1  | Malsata ŝtono                                         | Hungriger Stein                                   | ক্ষুধিত পাষাণ                                                    | Rabindranath Tagore N              | Bengalisch      | Lakshmiswar Sinha | Malmö                                | Eldona Societo Esperanto                                | 1961 | 128       |                    |                                                          |
| 2  | Rakontoj de Oogai                                     | Geschichten von Oogai                             | 鴎外作品集(4 Werke: 高瀬舟文, 山椒大夫, 文づかひ, 安部一族) | Mori Ōgai                          | Japanisch       | Mikami Teruo, Miyamoto Masao, Matuba Kikunobu, Nozima Yasutaro                                                                   | Tokio                                | Japana Esperanto-Instituto                              | 1962 | 117       |                    | wiedergedruckt 1969                                      |
| 3  | La naŭzo                                              | Der Ekel                                          | La nausée                                                   | Jean-Paul Sartre                   | Französisch     | Roger Bernard | Rotterdam                            | Universala Esperanto-Asocio                             | 1963 | 222       |                    |                                                          |
|    | La Dia Komedio                                        | Göttliche Komödie                                 | La Divina Commedia                                          | Dante Alighieri                    | Italienisch     | Giovanni Peterlongo | Mailand                              | S.I.E.I.                                                | 1963 | 55 + 709  |                    | Neuauflage 1979                                          |
| 4  | Kalevala                                              | Kalevala                                          | Kalevala                                                    | Zusammengestellt von Elias Lönnrot | Finnisch        | Joh. Edv. Leppäkoski | Helsinki                             | Forumo Esperanto                                        | 1964 | 392       | ISBN 951-9005-51-X | Neuauflage Helsinki E-Asocio de Finnlando 1985           |
| 5  | Martín Fierro                                         | Martín Fierro                                     | Martín Fierro                                               | José Hernández                     | Spanisch        | Ernesto Sonnenfeld | La Laguna                            | J. Régulo                                               | 1965 | 289       |                    |                                                          |
| 6  | La tragedio de Reĝo Lear                              | König Lear                                        | King Lear                                                   | William Shakespeare                | Englisch        | K. Kalocsay | Rotterdam                            | Universala Esperanto-Asocio                             | 1966 | 160       | ISBN 9290170131    |                                                          |
| 7  | Kvin virinoj de amoro                                 | Fünf Liebesfrauen                                 | 好色五人女                                                  | Saikaku Ihara                      | Japanisch       | Miyamoto Masao | Oosaka                               | Pirato                                                  | 1966 | 159       |                    | Neuauflage Tokio Libroteko Tokio 1989                    |
| 8  | La spleno de Parizo                                   | Spleen                                            | Le Spleen de Paris                                          | Charles Baudelaire                 | Französisch     | Paul Lobut | Kopenhagen                           | KOKO                                                    | 1967 | 125       |                    |                                                          |
| 9  | El la vivo de Syunkin                                 | Das Leben von Syunkin                             | 春琴抄                                                      | Tanizaki Jun’ichirō                | Japanisch       | Miyamoto Masao et Ishiguro Teruhiko                                                                                              | Ōsaka                                | Pirato                                                  | 1968 | 145       |                    |                                                          |
| 10 | La Nobla Korano                                       | Der Koran                                         | القرآن                                                      |                                    | Arabisch        | Italo Chiussi | Kopenhagen/Teheran                   | TK                                                      | 1969 | 20+667    |                    | Neuauflage 1970; photoreproduction de la Neuauflage 1977 |
| 11 | Neĝa lando                                            | Schneeland                                        | 雪国                                                        | Kawabata Yasunari N                | Japanisch       | Konisi Gaku | Tokio                                | Japana Esperanto-Instituto                              | 1971 | 119       |                    | Neuauflage 1992                                          |
| 12 | Je la flanko de la profeto                            | An der Seite des Propheten                        | Je la flanko de la profeto                                  | Italo Chiussi                      | Esperanto       | | Anvers                               | TJ                                                      | 1978 | 362       | ISBN 9063360037    |                                                          |
| 13 | Brand                                                 | Brand                                             | Brand                                                       | Henrik Ibsen                       | Norwegisch      | Erling Anker Haugen | Anvers / La Laguna                   | TK / Stafeto                                            | 1978 | 320       | ISBN 9063360045    |                                                          |
|    | Aniaro                                                | Aniara                                            | Aniara : en revy om människan i tid och rum                 | Harry Martinson N                  | Schwedisch      | William Auld et Bertil Nilsson                                                                                                   | Malmö                                | Eldona Societo Esperanto                                | 1979 | 174       |                    |                                                          |
| 14 | La Luzidoj                                            | Die Lusiaden                                      | Os Lusíadas                                                 | Luís de Camões                     | Portugiesisch   | Leopold H. Knoedt | Chapecó                              | Fonto                                                   | 1980 | 464       |                    |                                                          |
| 15 | Elektitaj fabloj                                      | Ausgewählte Fabeln                                |                                                             | Ivan A. Krylov                     | Russisch        | Sergej Rublov | Anvers / La Laguna                   | TK / Stafeto                                            | 1979 | 336       |                    |                                                          |
| 16 | La sonetoj                                            | Shakespeares Sonette                              | Sonnets                                                     | William Shakespeare                | Englisch        | William Auld | Pise                                 | Edistudio                                               | 1981 | 326       | ISBN 887036013X    |                                                          |
| 17 | Tutmonda sonoro                                       | Weltringtone                                      | Tutmonda sonoro                                             |                                    | Mehrsprachig    | K. Kalocsay | Budapest                             | Hungara Esperanto-Asocio                                | 1981 | 664       | ISBN 9635710771    |                                                          |
| 18 | Elpafu la sagon                                       | Schieß den Pfeil                                  | Elpafu la sagon                                             |                                    | Mehrsprachig    | Tibor Sekelj | Rotterdam                            | Universala Esperanto-Asocio                             | 1983 | 187       | ISBN 9290170255    |                                                          |
| 19 | La suferoj de la juna Werther                         | Die Leiden des jungen Werthers                    | Die Leiden des jungen Werthers                              | Johann Wolfgang von Goethe         | Deutsch         | Reinhard Haupenthal | Heckendalheim                        | Berthold Faber                                          | 1984 | 92        | ISBN 3923228996    |                                                          |
| 20 | Loulan Fremdregionano                                 | rō-ran Der Fremder                                | 楼蘭 異域の人                                               | Yasushi Inoue                      | Japanisch       | Miyamoto Masao | Tokio                                | Japana Esperanto-Instituto                              | 1984 | 12 + 83   |                    |                                                          |
| 21 | Montara vilaĝo                                        | Bergdorf                                          | The Mountain Village                                        | Yeh Chun-Chan                      | Englisch        | William Auld | Peking                               | Ĉina Esperanto-Eldonejo                                 | 1984 | 264       |                    |                                                          |
| 22 | Sinjoro Tadeo                                         | Herr Thaddäus                                     | Pan Tadeusz                                                 | Adam Mickiewicz                    | Polnisch        | Antoni Grabowski | Warschau                             | Pola Esperanto-Asocio                                   | 1986 | 334       |                    |                                                          |
| 23 | Sanga nupto kaj La domo de Bernarda Alba              | Bluthochzeit und Bernarda Albas Haus              | Bodas de sangre; La casa de Bernarda Alba                   | Federico García Lorca              | Spanisch        | Miguel Fernández | Madrid                               | La Misma                                                | 1987 | 229       | ISBN 8486384036    |                                                          |
| 24 | Laŭdo de l' stulteco                                  | Lob der Torheit                                   | Μωρίας Εγκώμιον / Stultitiae Laus                           | Erasmus von Rotterdam              | Latein          | Gerrit Berveling | Rotterdam                            | Universala Esperanto-Asocio                             | 1988 | 112       | ISBN 9290170395    |                                                          |
| 25 | Aŭstralia antologio                                   | Australische Anthologie                           |                                                             | redacteur: Alan Towsey             | Englisch        | divers | Pise                                 | Edistudio                                               | 1988 | 431       | ISBN 8870360363    |                                                          |
| 26 | La majstro kaj Margarita                              | Der Meister und Margarita                         | Ма́стер и Маргари́та                                          | Michail A. Bulgakow                | Russisch        | S.B. Pokrovskij | Swerdlowsk                           | Sezonoj                                                 | 1991 | 374       |                    |                                                          |
| 27 | Cent jaroj da soleco                                  | Hundert Jahre Einsamkeit                          | Cien años de soledad                                        | Gabriel García Márquez N           | Spanisch        | Fernando de Diego | Chapecó                              | Fonto                                                   | 1992 | 372       |                    |                                                          |
| 28 | Krimo kaj puno                                        | Schuld und Sühne                                  | Преступление и наказание                                    | Fjodor Dostojewski                 | Russisch        | Andrej Parfentjev | Jekaterinburg                        | Sezonoj                                                 | 1993 | 485       |                    |                                                          |
| 29 | Klera edzino                                          | Eine kultivierte Frau                             | বিদুষী ভার্যা                                                     | Upendronath Gangopadhae            | Bengalisch      | Probal Dasgupta | Pise                                 | Edistudio                                               | 1994 | 182       | ISBN 8870360474    |                                                          |
| 30 | Antologio Latina (Volumoj 1 kaj 2)                    | Lateinische Anthologie (Band 1 u 2)               |                                                             | compilé par Gerrit Berveling       | Latein          | Gerrit Berveling | Chapecó                              | Fonto                                                   | 1998 | 271 + 305 |                    |                                                          |
| 31 | La metamorfozo                                        | Die Verwandlung                                   | Die Verwandlung                                             | Franz Kafka                        | Deutsch         | Mauro Nervi | Pise                                 | Edistudio                                               | 1996 | 75        | ISBN 8870360695    |                                                          |
| 32 | Malvivaj animoj                                       | Die toten Seelen                                  | Мёртвые души                                                | Nikolai Gogol                      | Russisch        | Vladimir Vyĉegĵanin | Jekaterinburg                        | Sezonoj                                                 | 2001 | 223       |                    |                                                          |
| 33 | La lada tambureto                                     | Die Blechtrommel                                  | Die Blechtrommel                                            | Günter Grass N                     | Deutsch         | Tomasz Chmielik | Bielsko-Biała                        | Kleks                                                   | 2000 | 533       | ISBN 8371940793    |                                                          |
| 34 | La libro de la mirindaĵoj                             | Il Milione                                        | Livres des merveilles du monde / Divisament dou monde       | Marco Polo                         | Mehrsprachig    | Daniel Moirand | Rotterdam                            | Universala Esperanto-Asocio                             | 2001 | 445       | ISBN 92-9017-075-1 |                                                          |
| 35 | Ĉe akvorando                                          | Die Räuber vom Liang-Schan-Moor                   | 水浒传                                                      | Shi Nai'an et Luo Guanzhong ?      | Chinesisch      | Laŭlum | Peking                               | Ĉina Fremdlingva Eldonejo                               | 2004 | 1830      | ISBN 7119036378    |                                                          |
| 36 | La Dharmo-pado                                        | Dhammapada                                        | Dhamapada धम्मपद                                             |                                    | Pali            | Gunnar Gällmo | Stockholm                            | Eldona Societo Esperanto                                | 2002 | 110       | ISBN 918528825X    |                                                          |
| 37 | Sensorteco                                            | Roman eines Schicksallosen                        | Sorstalanság                                                | Imre Kertész N                     | Ungarisch       | István Ertl | Budapest                             | Aranygolyó                                              | 2002 | 207       | ISBN 9632062175    |                                                          |
| 38 | Aventuroj de la brava soldato Ŝvejk dum la mondmilito | Der brave Soldat Schwejk                          | Osudy dobrého vojáka Švejka za světové války                | Jaroslav Hašek                     | Tschechisch     | Vladimír Váňa | Dobřichovice                         | KAVA-PECH                                               | 2004 | 71        | ISBN 8085853760    |                                                          |
| 39 | Leteroj de Paŭlo kaj lia Skolo                        | Paulusbriefe und seine Schule                     | Προς Ρωμαίους / Epistula ad Romanos                         |                                    | Altgriechisch   | Gerrit Berveling | Chapecó                              | Fonto                                                   | 2004 | 253       |                    |                                                          |
| 40 | Eŭgeno Onegin                                         | Eugen Onegin                                      | Евгений Онегин                                              | Alexander Puschkin                 | Russisch        | Valentin Melnikov | Kaliningrad                          | Sezonoj                                                 | 2005 | 256       |                    |                                                          |
| 41 | La Gefianĉoj                                          | Die Brautleute                                    | I Promessi Sposi                                            | Alessandro Manzoni                 | Italienisch     | Battista Cadei | Mailand                              | Itala Esperanto-Federacio                               | 2006 | 495       | ISBN 8889177233    |                                                          |
| 42 | La Princo                                             | Der Fürst                                         | Il Principe                                                 | Niccolò Machiavelli                | Italienisch     | Carlo Minnaja | Mailand                              | Itala Esperanto-Federacio                               | 2006 | 103       | ISBN 8889177683    |                                                          |
|    | Biblio                                                | Bibel                                             | τὰ βιβλία / תורה נביאים כתובים                              |                                    | Hebräisch       | Ludwik Lejzer Zamenhof, Gerrit Berveling, John Cyprian Rust, B. John Beveridge, C.G. Wilkinson                                   | Dobřichovice                         | KAVA-PECH                                               | 2006 | 1375      | ISBN 8085853906    |                                                          |
| 43 | Fraŭlino Maitreyi                                     | Fräulein Maitreyi                                 | Maitreyi                                                    | Mircea Eliade                      | Rumänisch       | Ionel Oneţ | Rotterdam                            | Bero                                                    | 2007 | 200       |                    |                                                          |
| 44 | Romano pri la Tri Regnoj                              | Die Geschichte der Drei Reiche                    | 三国演义                                                    | Luo Guanzhong                      | Chinesisch      | Laŭlum | Peking                               | Ĉina Fremdlingva Eldonejo                               | 2008 | 1807      | ISBN 9787119054933 |                                                          |
| 45 | La edzino de kuracisto Hanaoka Seisyû                 | Die Frau von Arzt Hanaoka Seisyû                  | 華岡青洲の妻(lit: Die Frau von Hanaoka Seishū)              | Sawako Ariyoshi                    | Japanisch       | Konisi Gaku | Tokio                                | Japana Esperanto-Instituto                              | 2008 | 157       | ISBN 9784888870566 |                                                          |
| 46 | Pilgrimo al la Okcidento                              | Die Reise nach Westen                             | 西遊記                                                      | Wu Cheng’en                        | Chinesisch      | Laŭlum | Peking                               | Ĉina Fremdlingva Eldonejo                               | 2009 | 1976      | ISBN 9787119057668 |                                                          |
| 47 | R.U.R.                                                | R.U.R.                                            | R.U.R.                                                      | Karel Čapek                        | Tschechisch     | Moraviaj Esperanto-Pioniroj | Dobřichovice                         | KAVA-PECH                                               | 2012 | 119       | ISBN 9788087169230 |                                                          |
| 48 | La Rakonto pri Kjều                                   | Das Märchen von Kjều                              | Truyện Kiều                                                 | Nguyen Du                          | Vietnamesisch   | Le Cao Phan | Hà Nội                               | Thế Giới                                                | 2012 | 248       | ISBN 9786047704408 |                                                          |
| 49 | Pri maljunuloj, la ajxoj, kiuj pasas…                 | Von alten Menschen, den Dingen, die vorübergehen… | Van oude menschen, de dingen, die voorbij gaan…             | Louis Couperus                     | Niederländisch  | Gerrit Berveling | New York                             | Mondial                                                 | 2013 | 256       | ISBN 9781595692627 |                                                          |
| 50 | Mi inventas la mondon                                 | Ich ersinne Welt                                  | Obmyślam świat                                              | Wisława Szymborska N               | Polnisch        | Tomasz Chmielik, István Ertl, Danuta Kowalska, Lidia Ligęza, Kris Long, Adam Łomnicki, Martyna Taniguchi, Włodzimierz Wesołowski | Białystok, Đurđevac, Krakau, Świdnik | Podlahxia Libraro Łukasz Górnicki, Bjalistoka E-Societo | 2015 | 339       | ISBN 9788363470098 |                                                          |